# Socom 3: U.S. Navy Seals
SOCOM 3: U.S. Navy SEALs är ett Third person shooter spel för Playstation 2, utvecklat av Zipper Interactive och publicerad av Sony Computer Entertainment. 

## Gameplay
Som i de föregångna spelen så är spelet ett tredje persons taktiskt skjutspel och det finns 14 olika enspelaruppdrag som utspelar sig i Nordafrika och Polen. 

## Multiplayer
I spelets Multiplayerdel så finns det 7 olika spelsätt som man kan välja mellan.
| Namn        | Anmärkningar                                                                                                  |
| ----------- | --- |
| Breach      | Marinsoldaterna försöker att förstöra terroristernas fästen.                                                  |
| Demolition  | Finn en bomb och spräng den på motståndarens högkvarter.                                                      |
| Suppression | Slåss in till döden.                                                                                          |
| Escort      | Beroende på vilken karta ska marinsoldater eller terrorister försöka förflytta gisslan till en säker plats.   |
| Extraction  | Beroende på vilken karta ska marinsoldater eller terrorister försöka att rädda gisslan tagen av motståndaren. |
| Control     | Placera flaggor på alla de kontrollpunkter som visas.                                                         |
| Convoy      | Terroristerna vägleder en konvoj till en lastzon och leder den tillbaka till ett släppområde.                 |